# Exitos 98:06
| Críticas profissionais | Críticas profissionais |
| Avaliações da crítica  | Avaliações da crítica  |
| Fonte                  | Avaliação              |
| ---------------------- | ---------------------- |
| Allmusic               | 4 de 5 estrelas.       |

Exitos 98:06 é uma coletânea do cantor porto-riquenho Luis Fonsi. É constituído por sucessos do cantor gravados entre 1998 e 2006, incluindo as inéditas "Tu Amor" e "No lo Digas Más".

## Faixas
| Éxitos 98:06 — Edição standard |                                    |                       |         |  |
| N.º                            | Título                             | Compositor(es)        | Duração |  |
| 1.                             | "Tu Amor"                          | Jeremías              | 3:47    |  |
| 2.                             | "No lo Digas Más"                  | Mário Domm Luis Fonsi | 3:48    |  |
| 3.                             | "Nada es para Siempre"             | Amaury Gutiérrez      | 4:03    |  |
| 4.                             | "Por una Mujer"                    | Elsten Creole Torres  | 2:55    |  |
| 5.                             | "Me Matas"                         | Fonsi                 | 3:13    |  |
| 6.                             | "¿Quién te Dijo Eso?"              | Fonsi                 | 4:36    |  |
| 7.                             | "Abrazar la Vida"                  | Jodi Marr Denise Rich | 3:37    |  |
| 8.                             | "Quisiera Poderme Olvidarme de Ti" | Mark Portmann         | 4:27    |  |
| 9.                             | "Imaginame Sin Ti"                 | Portmann              | 4:11    |  |
| 10.                            | "No te Cambio por Ninguna"         | Franco DeVita         | 3:44    |  |
| 11.                            | "Mi Sueño"                         | Luis Rodríguez        | 4:21    |  |
| 12.                            | "Perdóname"                        | Camilo Bianes         | 3:55    |  |
| 13.                            | "Si Tú Quisieras"                  |                       | 4:26    |  |
| Duração total:                 | Duração total:                     | Duração total:        | 51:06   |  |

| Éxitos 98:06 — Edição deluxe |                                      |                                   |         |  |
| N.º                          | Título                               | Compositor(es)                    | Duração |  |
| 14.                          | "Vives en Mí"                        | Fonsi Claudia Brant Armando Ávila | 3:40    |  |
| 15.                          | "Tu Amor (Acoustic version)"         | Jeremías                          | 3:41    |  |
| 16.                          | "No lo Digas Más (Acoustic version)" | Domm Fonsi                        | 3:44    |  |
| 17.                          | "Paso a Paso"                        | Brant Fonsi                       | 3:53    |  |
| Duração total:               | Duração total:                       | Duração total:                    | 65:24   |  |

## Singles
| #  | Título    | EUA | LATIN POP | LATIN TROP |
| -- | --------- | --- | --------- | ---------- |
| 1. | "Tu Amor" | #1  | #1        | #3         |

## Charts
| Chart (2006)               | Posição |
| -------------------------- | ------- |
| Billboard 200              | 192     |
| Billboard Latin Pop Albums | 7       |
| Billboard Top Latin Albums | 11      |
| Espanha (PROMUSICAE)       | 34      |